# Da Unbreakables
Da Unbreakables é o sexto álbum de estúdio do grupo de rap americano Three 6 Mafia. O álbum foi lançado em 24 de junho de 2003. O álbum apresenta Lord Infamous, DJ Paul, Juicy J e Crunchy Black, Gangsta Boo e Koopsta Knicca ambos deixaram o grupo para seguir uma carreira a solo.
O álbum foi certificado Ouro pela RIAA e tornou-se um dos seus álbum da história do hip hop, Three 6 Mafia foi o único grupo de rap ganhar o Oscar reconhecido pelo seu grande trabalho que foi produzido em 1991.

## Lista de músicas
| N.º | Título                                                 | Duração |  |
| 1.  | "They 'Bout To Find Yo' Body"                          | 1:56    |  |
| 2.  | "Fuck That Shit"                                       | 4:01    |  |
| 3.  | "Wolf Wolf"                                            | 3:44    |  |
| 4.  | "Testin' My Gangsta"                                   | 4:34    |  |
| 5.  | "Bin Laden"                                            | 5:00    |  |
| 6.  | "Ridin' Spinners" (featuring Lil Flip)                 | 4:06    |  |
| 7.  | "Try Somethin'" (featuring Project Pat)                | 3:56    |  |
| 8.  | "Money Didn't Change Me"                               | 3:11    |  |
| 9.  | "Ghetto Chick"                                         | 3:27    |  |
| 10. | "Shake Dat Jelly"                                      | 3:04    |  |
| 11. | "Let's Start a Riot"                                   | 4:47    |  |
| 12. | "Rainbow Colors" (featuring Lil Flip)                  | 4:31    |  |
| 13. | "Like a Pimp (Remix)" (featuring Project Pat & Pimp C) | 3:53    |  |
| 14. | "Beat'em To Da Floor"                                  | 2:33    |  |
| 15. | "Put Cha Dick In Her Mouth"                            | 3:18    |  |
| 16. | "Mosh Pit" (featuring Josey Scott & Lil Wyte)          | 3:38    |  |
| 17. | "You Scared (Pt. 2)"                                   | 4:17    |  |
| 18. | "Dangerous Posse" (featuring Lil Wyte & Frayser Boy)   | 3:44    |  |
| 19. | "Outro"                                                | 2:18    |  |

## Paradas desempenho
| Paradas (2003)                          | Melhor posição |
| --------------------------------------- | -------------- |
| Estados Unidos (Billboard 200)          | 4              |
| Estados Unidos (Top R&B/Hip Hop Albums) | 2              |